# Ulica Bankowa w Katowicach
Ulica Bankowa w Katowicach – ulica w katowickiej dzielnicy Śródmieście. Ulica rozpoczyna swój bieg od skrzyżowania z ulicą Uniwersytecką. Biegnie około 360 metrów, krzyżując się z ul. profesora Augusta Chełkowskiego i ulicą Stanisława Moniuszki, do ulicy Warszawskiej.

## Historia
Na rogu ulic Warszawskiej i Bankowej znajdowała się willa Grundmanna z lat 1868–1869 (przebudowana 1872–1873), z portykiem podtrzymywanym przez cztery posągi kariatyd, wieżą, pergolą i ogrodem zimowym. Została zburzona decyzją wojewódzkich władz partyjnych w 1973 roku. Przy ulicy Bankowej 7 grudnia 1930 roku otwarto pierwszy w Polsce sztuczny tor łyżwiarski Torkat i kilka boisk sportowych. Odbywały się na nim ogólnokrajowe imprezy sportowe. W 1930 roku wydano broszurę poświęconą tematowi zieleni pt.: O zieleńcach i zwierzyńcu w Katowicach. Do najważniejszych inwestycji w tej dziedzinie należał założony przy ul. Bankowej 7, po północnej stronie banku, Ogród Botaniczny, określony w opisanej broszurze jako wzorowy i pięknie utrzymany. Obok, okolona murem, mieściła się część zwierzyńca miejskiego, a drugą część zlokalizowano na terenie parku im. Tadeusza Kościuszki.
W dwudziestoleciu międzywojennym pod numerem 10 swoją siedzibę miał Zarząd Ogrodów Miejskich, a pod numerem 8 – biuro Krajowej Rady Kościelnej Ewangelickiego Kościoła Unijnego na Polskim Górnym Śląsku i Ewangelicki Dom Związkowy.
Od 2009 roku przy ulicy Bankowej trwała budowa Centrum Informacji Naukowej i Biblioteki Akademickiej dla Uniwersytetu Śląskiego i Uniwersytetu Ekonomicznego (do 1 października 2010 roku Akademia Ekonomiczna). W 2010 roku część ulicy przebudowano. Zgodnie z projektem ulica została wybrukowana granitową i betonową kostką, a ozdobą klombów są drzewa wiśni nieowocujących. W jednym z klombów umieszczono fontannę.
W okresie Rzeszy Niemieckiej ulicę nazywano Reichsbank Straße. Taką też nazwę nosiła w okresie niemieckiej okupacji Polski (1939–1945).

## Obiekty i instytucje
Przy ulicy Bankowej 5 znajduje się zabytkowy budynek dawnego Reichsbanku, wpisany do rejestru zabytków 30 sierpnia 1991 roku (nr rej.: A/1431/91, A/871/2021). Wzniesiono go w 1911 w stylu neorenesansu klasycyzującego, został przebudowany w latach 1923–1924 przez budowniczego Henryka Gambca z Katowic. W dwudziestoleciu międzywojennym mieścił się tu Bank Polski.
Pod numerem 8 znajduje się zabytkowy modernistyczno-neoklasycystyczny budynek z początku XX wieku, zaprojektowany przez Louisa Damego. 28 czerwca 2008 roku przed rektoratem Uniwersytetu Śląskiego odsłonięto pomnik Studenta.
Przy ulicy Bankowej 12 znajduje się pływalnia akademicka.
Przy ulicy Bankowej swoją siedzibę posiadały (stan na 2011 rok): English Language Centre, fundacja „Facultas Iuridica”, Studencki Zespół Pieśni i Tańca „Katowice”, Miejskie Przedsiębiorstwo Gospodarki Komunalnej, oddział okręgowy Narodowego Banku Polskiego, przedsiębiorstwa wielobranżowe, oddział Instytutu Matematycznego PAN, oddziały Polskiego Towarzystwa Filozoficznego, Polskiego Towarzystwa Matematycznego, Polskiego Towarzystwa Socjologicznego oraz Polskiego Towarzystwa Zoologicznego, Uniwersytet Śląski (ul. Bankowa 12) i jego wydziały, Wyższa Szkoła Zarządzania Ochroną Pracy, Międzynarodowa Szkoła Nauk Politycznych w Katowicach, AZS UŚ Katowice (ul. Bankowa 12 pok. 412).

## Galeria

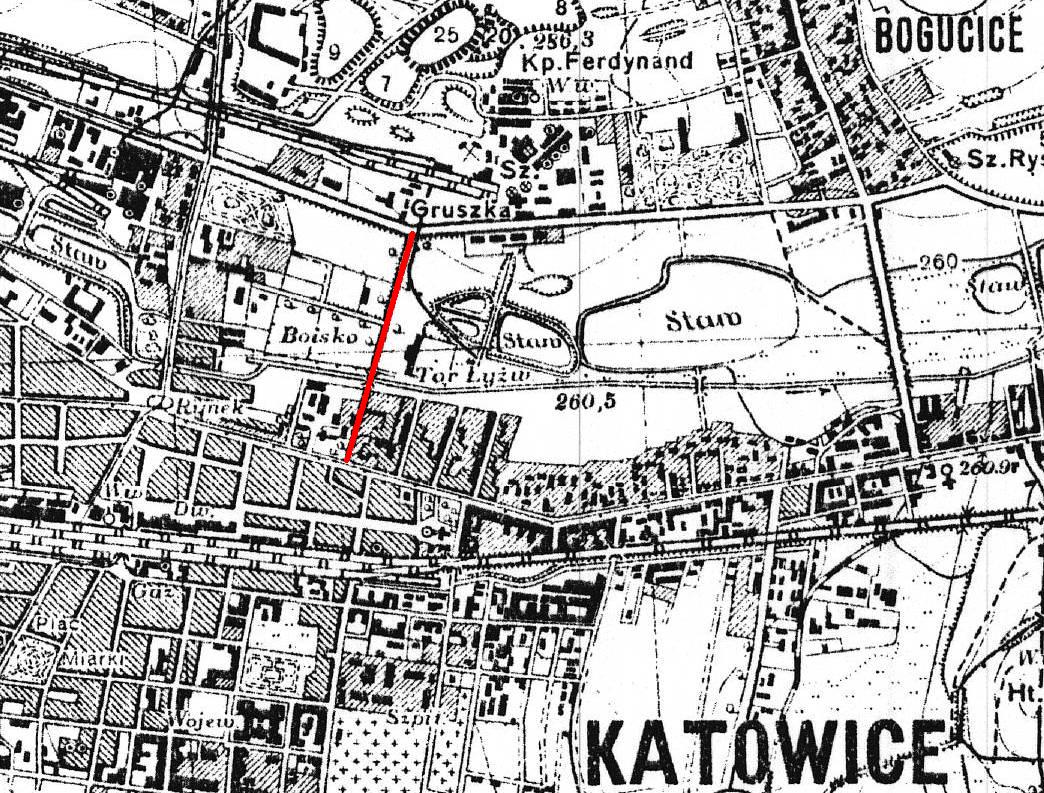
Ulica, zaznaczona czerwoną linią, na mapie Wojskowego Instytutu Geograficznego z 1933
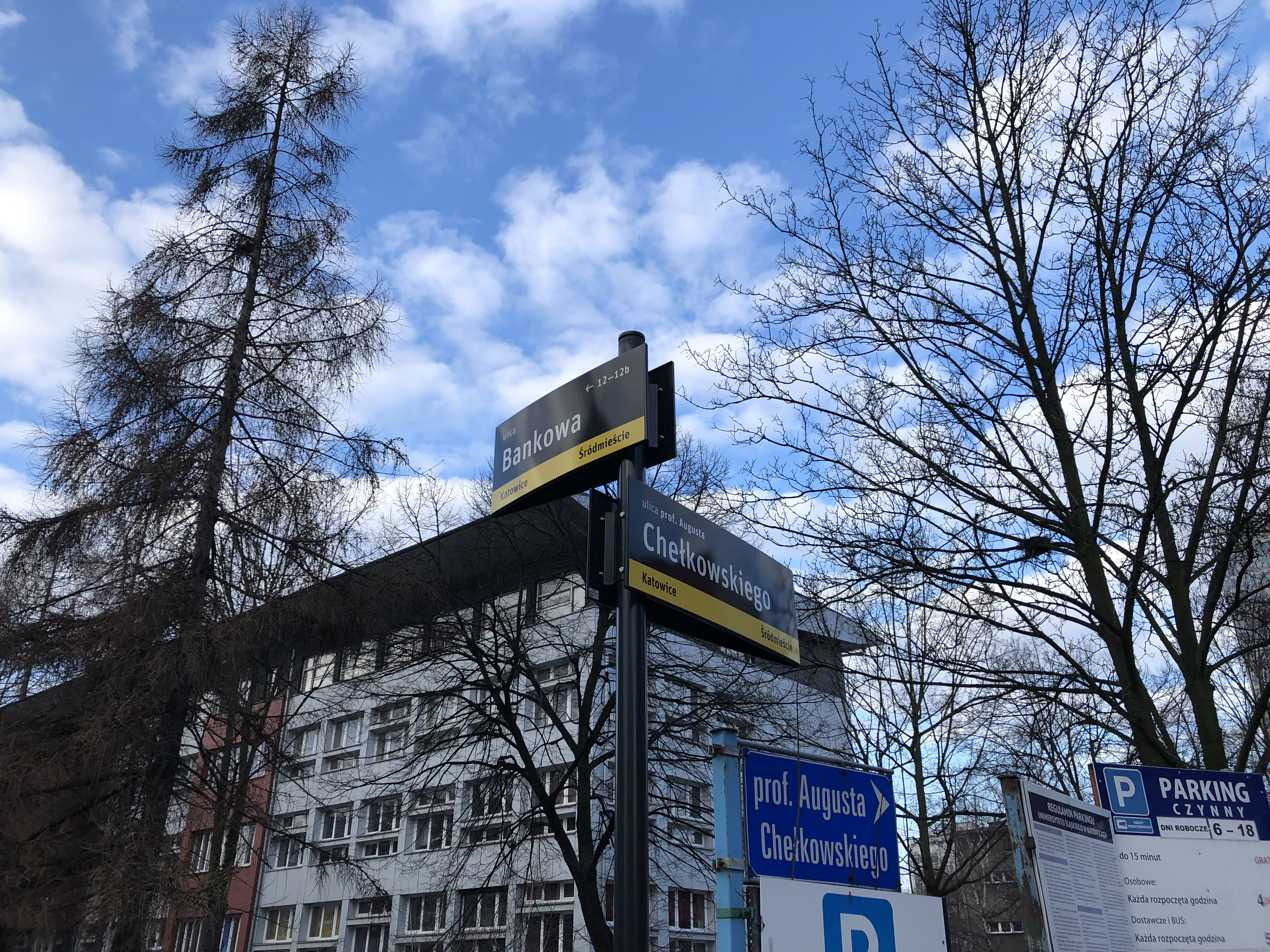
Tablica Systemu Informacji Miejskiej na skrzyżowaniu ulicy Bankowej i prof. Augusta Chełkowskiego
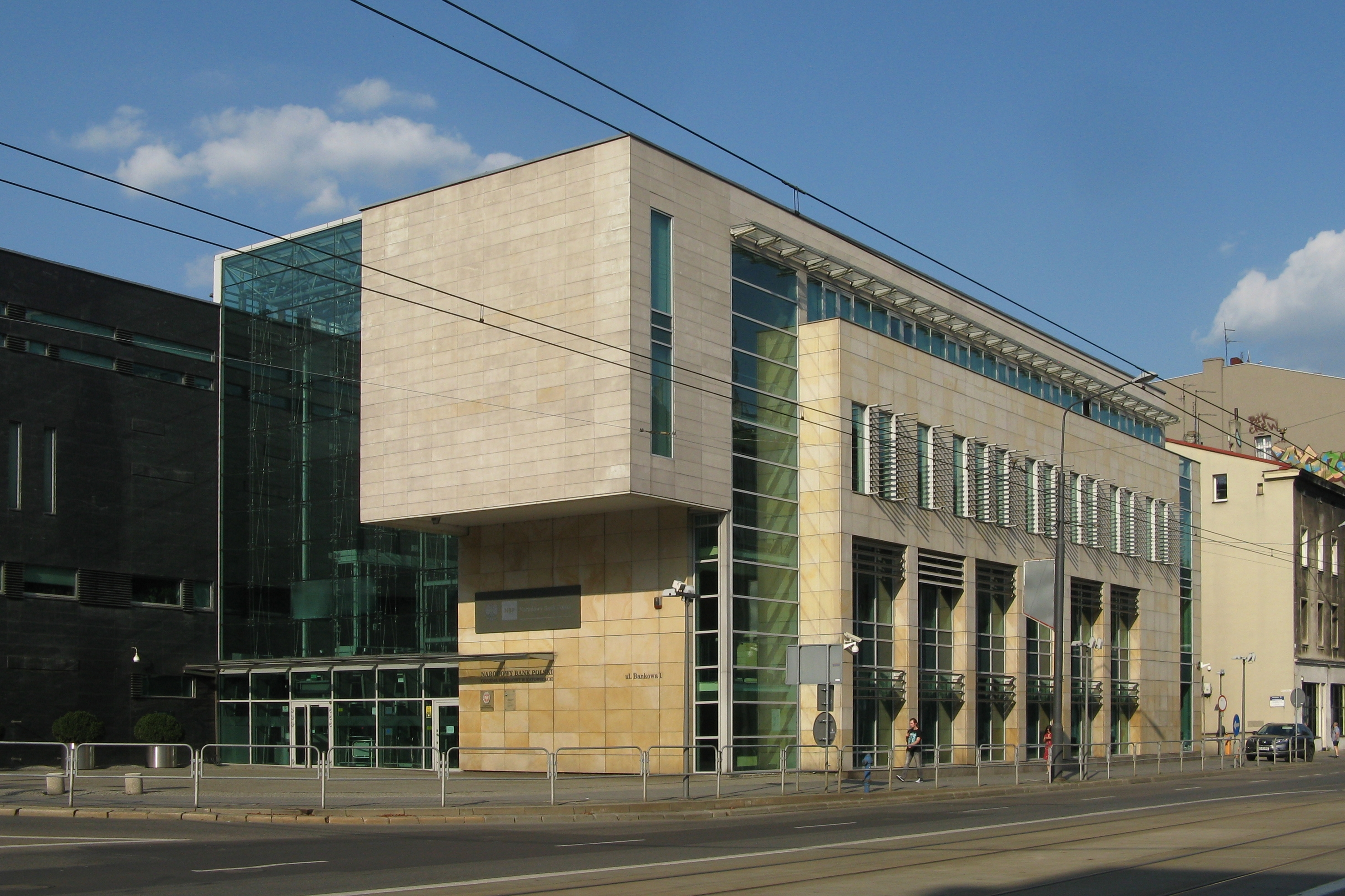
Budynek NBP (ul. Bankowa 1)
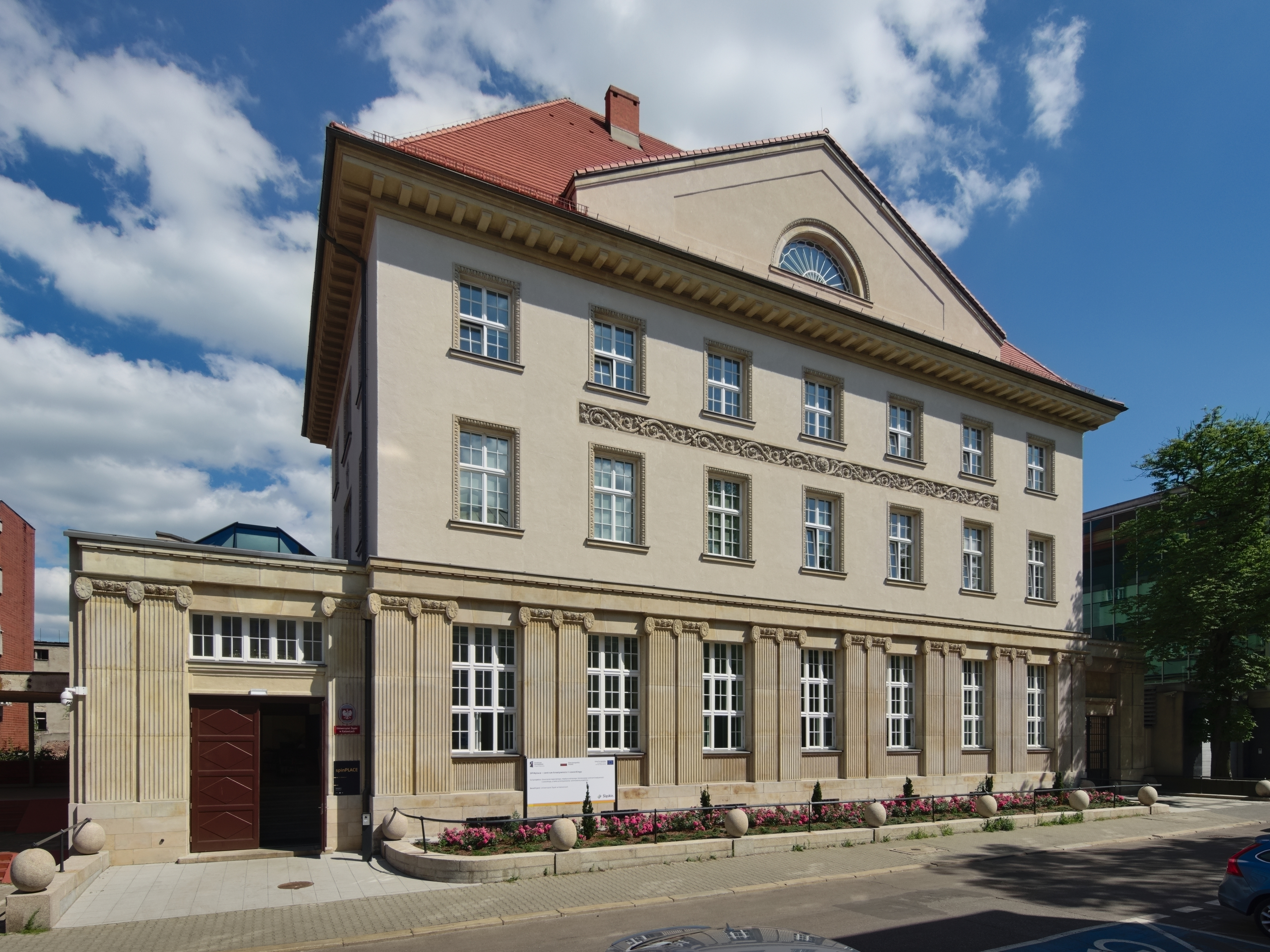
Budynek spinPLACE (ul. Bankowa 5)
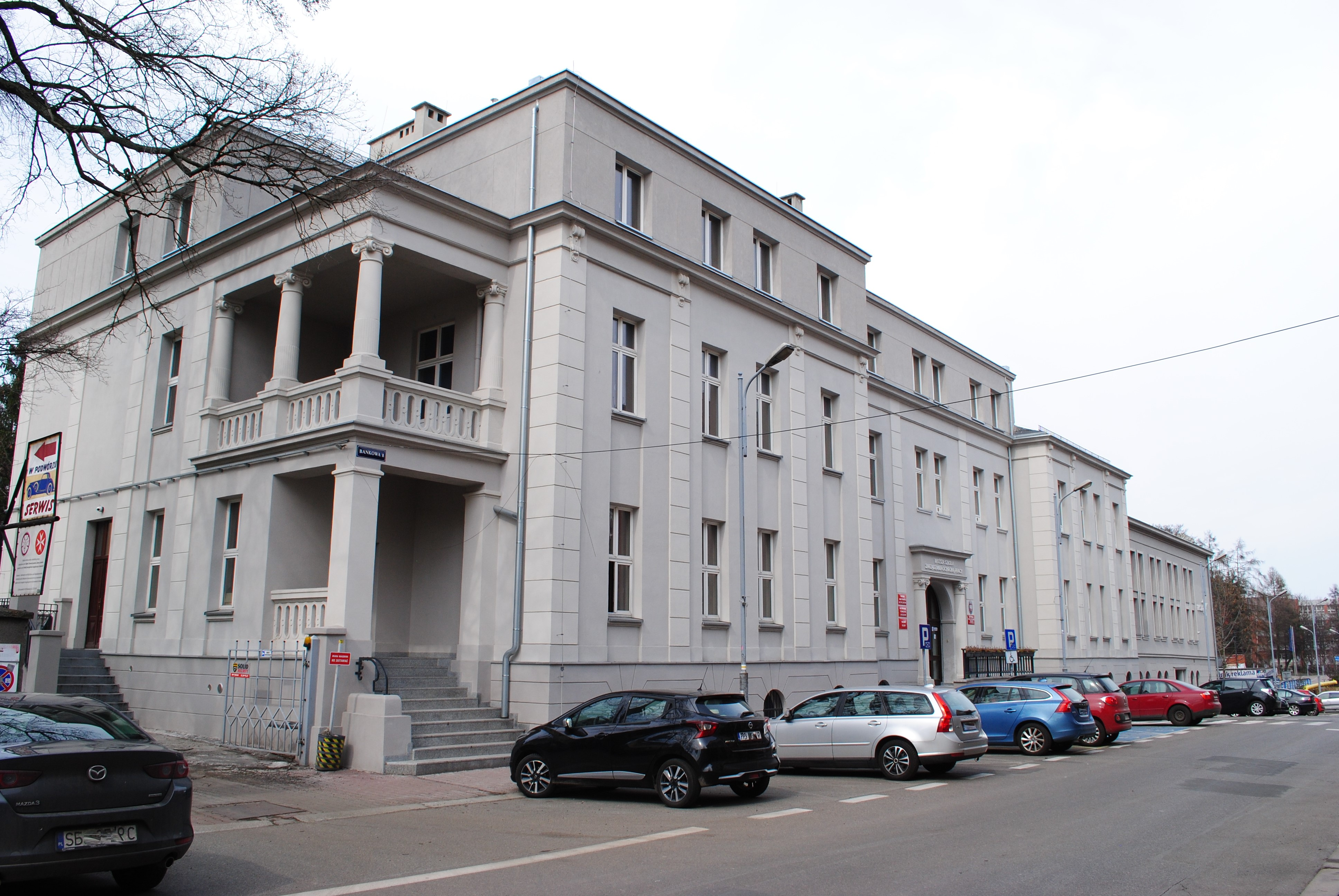
Wyższa Szkoła Zarządzania Ochroną Pracy (ul. Bankowa 8)
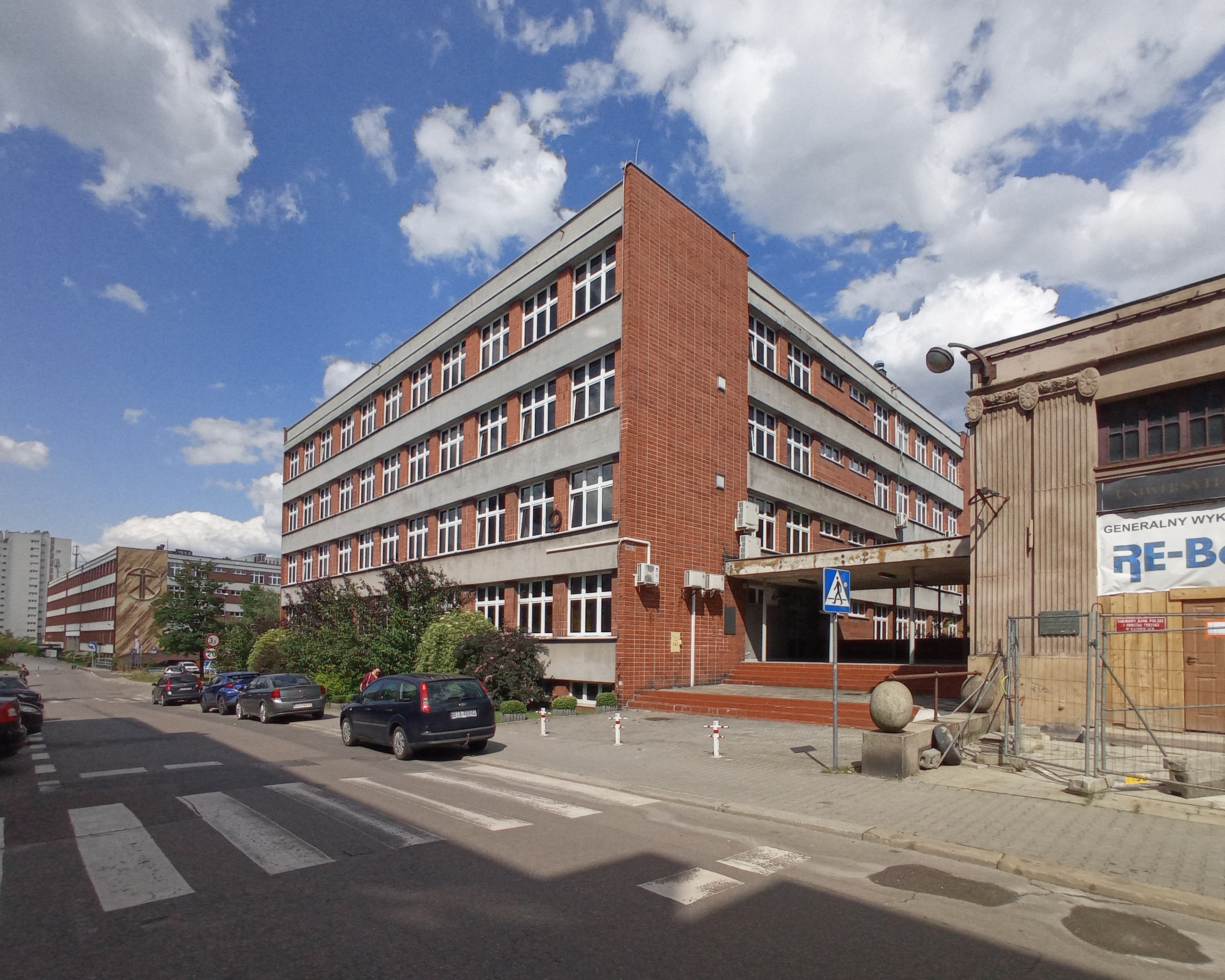
Wydział Nauk Przyrodniczych UŚ (ul. Bankowa 9)
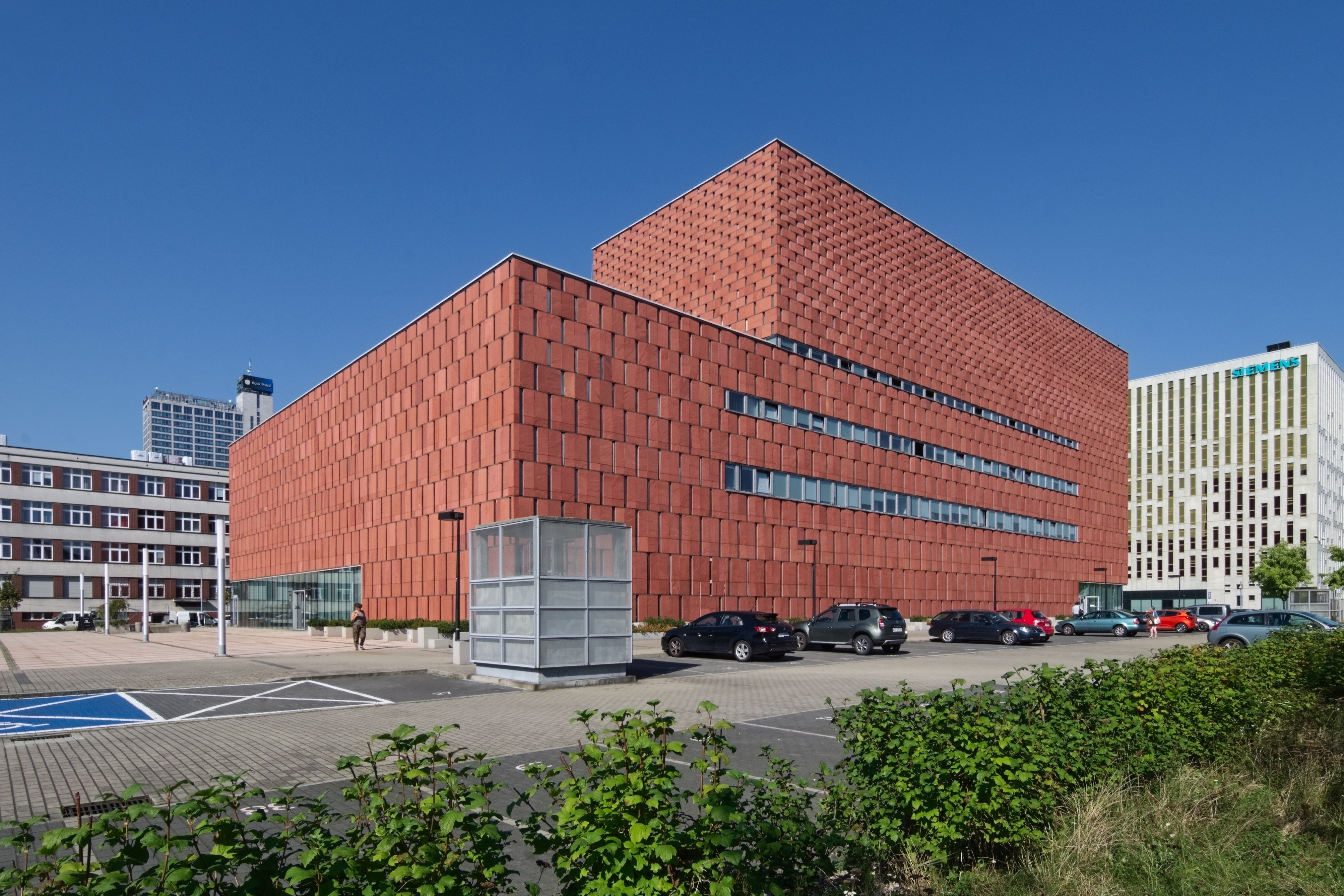
Centrum Informacji Naukowej i Biblioteka Akademicka (ul. Bankowa 11a)